# Erval Grande
Erval Grande är en kommun i Brasilien.   Den ligger i delstaten Rio Grande do Sul, i den södra delen av landet, 1 400 km söder om huvudstaden Brasília. Antalet invånare är 5 167.
I omgivningarna runt Erval Grande växer huvudsakligen savannskog. Runt Erval Grande är det ganska glesbefolkat, med 23 invånare per kvadratkilometer.